# جوناثان كويك
جوناثان كويك (بالإنجليزية: Jonathan Quick)‏ هو لاعب هوكي الجليد أمريكي، ولد في 21 يناير 1986 في ميلفورد في الولايات المتحدة.

## وصلات خارجية
- جوناثان كويك على موقع دوري الهوكي الوطني (الإنجليزية)
- جوناثان كويك على موقع EliteProspects.com (الإنجليزية)
- جوناثان كويك على موقع Eurohockey.com (الإنجليزية)
- جوناثان كويك على موقع HockeyDB.com (الإنجليزية)
- جوناثان كويك على موقع Hockey-Reference.com (الإنجليزية)
- جوناثان كويك على موقع أوليمبيديا (الإنجليزية)